# 초록실말과
초록실말과 또는 주름말과(Ulotrichaceae)는 갈파래강 초록실말목에 속하는 녹조류과의 하나이다. 28속 121종으로 이루어져 있다. 미국 국립생물공학정보센터(NCBI)는 아크로시포니아속(Acrosiphonia)과 우로스포라속(Urospora), 클로로트릭스속(Chlorothrix)을 초록털말목(Acrosiphoniales)이라는 별도의 녹조류 목으로 분류하기도 한다.

## 하위 속
| - 아크로시포니아속 (Acrosiphonia) - 매생이속 (Capsosiphon) - Chlorhormidium - Chlorocystis - 클로로트릭스속 (Chlorothrix) - Codiolum - Dendronema - Didymothrix - Fottea - Geminellopsis | - Gloeotilopsis - Gyoerffyella - Heterothrichopsis - Hormidiopsis - Hormidiospora - Ingenhouzella - Interfilum - Pearsoniella - Protomonostroma - Psephotaxus | - Pseudendocloniopsis - Pseudoschizomeris - Pseudothrix - Raphidonemopsis - Spongomorpha - 주름말속 (Ulothrix) - Ulotrichopsis - 우로스포라속 (Urospora) |